# Hrejkovice
Hrejkovice (německy Hrejkowitz) jsou obec v okrese Písek v Jihočeském kraji. Leží přibližně 32 kilometrů severně od města Písku a šest kilometrů západně od města Milevska. Žije v ní 507 obyvatel.
Do území obce spadají vesnice Níkovice, Pechova Lhota a osada Chlumek.

## Geografie
Obec leží na hlavní silnici I/19 (Tábor – Milevsko – Hrejkovice – Rožmitál pod Třemšínem – Plzeň). Nad vsí se rozléhá Hrejkovický rybník který má plochu 23 hektarů, obcí protéká Hrejkovický potok od severu k jihu a vlévá se do Orlické přehrady. Území obce leží v nadmořské výšce 454–546 metrů.

## Historie
Původ obce je starý. Byla vedená pod jmény Reykovice, Rejkovice, Graycovice. Roku 1216 potvrdil pražský biskup, že pan Jiří z Milevska daroval Hrejkovice společně s dalšími dvěma vesnicemi milevskému klášteru. Roku 1421 jsou Hrejkovice mezi ostatními vesnicemi, které obdržel Matěj Brus z Kovářova od císaře Zikmunda. V 16. století připadla ves při dělení dědictví Janovi ze Švamberka, který získal Milevsko a sídlil na květovské tvrzi. V roce 1584 jsou Rejkovice také vyjmenované v soupise vesnic, které dostal Jiří ze Švamberka podílem k zámku Orlík.
V roce 1837 zde byla v pronajatých místnostech zřízená škola, aby nemusely děti obtížně docházet do Dmýštic. Školní budova byla postavená roku 1848. Byly sem přiškoleny děti z nedalekého Chlumku. Budova později kapacitně nepostačovala, a tak byla v roce 1895 postavená nová školní budova.
Koncem 19. století emigrovalo podle hrejkovické kroniky několik rodin i jednotlivců do Ameriky, a to z následujících domů (podle čísel popisných): 
3 (pět sourozenců Řežábkových), 7 (Holán), 9 (dcera sluhy Smetany, dvě děti podruha Havlíčka, dcera J. Zítka), 10 (podruh Kašpar), 15 (dvě děti Petra Kašpara), 18 (Smrt), 21 (tři synové Řezníka), 27 (Josef Řežábek), 29 (rodina Novotných a podruh Vondráček, následně také dcera a syn Františka Řežábka), 31 (podruh Žahour), 37 (dvě dcery Václava Kuchty), 39 (Maňák a jeho synovec), 42 (syn Prokopa Myslivce), 47 (Gách), 62 (čtyři děti  zedníka Dolejšího - Jan, Josef, Barbora a Josefa). Jako poslední odjel syn Františka Řežábka z č. p. 29, a to v roce 1903. Ještě v roce 1905 se pokusila emigrovat Anna Dolejšová z č.p. 62, už však neúspěšně. Podle kroniky byla "vrácena od moře".
Sbor dobrovolných hasičů byl založený roku 1896.
V roce 1924 při provádění pozemkové reformy byl velkostatek Jenišovicích rozparcelován a pozemky byly přiděleny občanům z Hrejkovic a několika dalších okolních vesnic.
V roce 1921 měla obec 415 obyvatel a 72 domů. V roce 1930 zde žilo 441 obyvatel v 84 popisných číslech.

## Obecní správa

### Části obce
Obec Hrejkovice se skládá ze čtyř částí na třech katastrálních územích.
- Hrejkovice (i název k. ú.)
- Chlumek (leží v k. ú. Hrejkovice)
- Níkovice (i název k. ú.)
- Pechova Lhota (i název k. ú.)

### Obecní symboly
Znak a vlajka byly obci uděleny rozhodnutím předsedkyně Poslanecké sněmovny Parlamentu České republiky dne 24. února 2011.

## Pamětihodnosti
- Kaple svatého Jana Křtitele z roku 1866[12] se nachází v obci. Byla postavena podle záznamů v místní kronice na místě, kde původně stával čtyři metry vysoký kříž a zvonička. Na obecní schůzi 1864 se zastupitelstvo obce usneslo, že zde bude postavena nová kaple. Kaple byla vysvěcena současně s kostelem svatého Bartoloměje v Milevsku. Podle záznamů hrejkovické kroniky byl oltář do kaple darem od knížete. Varhany byly buď koupeny nebo opraveny, platba byla poukázána varhaníkovi v nedalekém Milevsku. Vzhledem k tomu, že starý zvon v kapli špatně zvonil, zakoupila obec roku 1879 nový zvon.[13]

- U návesní kaple se nachází kříž. Kříž má na kamenném podstavci uvedenou dataci 1908. Na obdélníkovém štítku kříže je tento nápis: POCHVÁLEN BUĎ PÁN JEŽÍŠ KRISTUS

- U komunikace do obce ve směru od Kostelce nad Vltavou se nalézá na vysokém kamenném podstavci další kříž. Na štítku kříže je totožný nápis jako na kříži u návesní kaple.

## Osobnosti
- František Dubský učil na místní škole od roku 1880 38 let. Založil v obci knihovnu, hasičský sbor, spořitelní spolek. Uveřejnil množství článků s pěstitelskou, chovatelskou a zemědělskou tematikou.[8]
- Bedřich Dubský (1880–1957), archeolog, žil zde v letech 1880–1899.[8]
- Jan Pikous (1929-2017), umělecký fotograf
- Jan Smrt (1832–1895), místní starosta, člen okresní školní rady, lokální patriot.[8]

## Kroniky a pamětní knihy
- Pamětní kniha obce Hrejkovice: Rok: 1928.[14]
- Pamětní kniha obce Hrejkovice (1928–1950, 220 listů). Kronikář: Jan Tříska, starosta a rolník z čp. 12.[15]
- Obecní kronika obce Hrejkovice (1951–1980, 302 listů).[16]

## Galerie

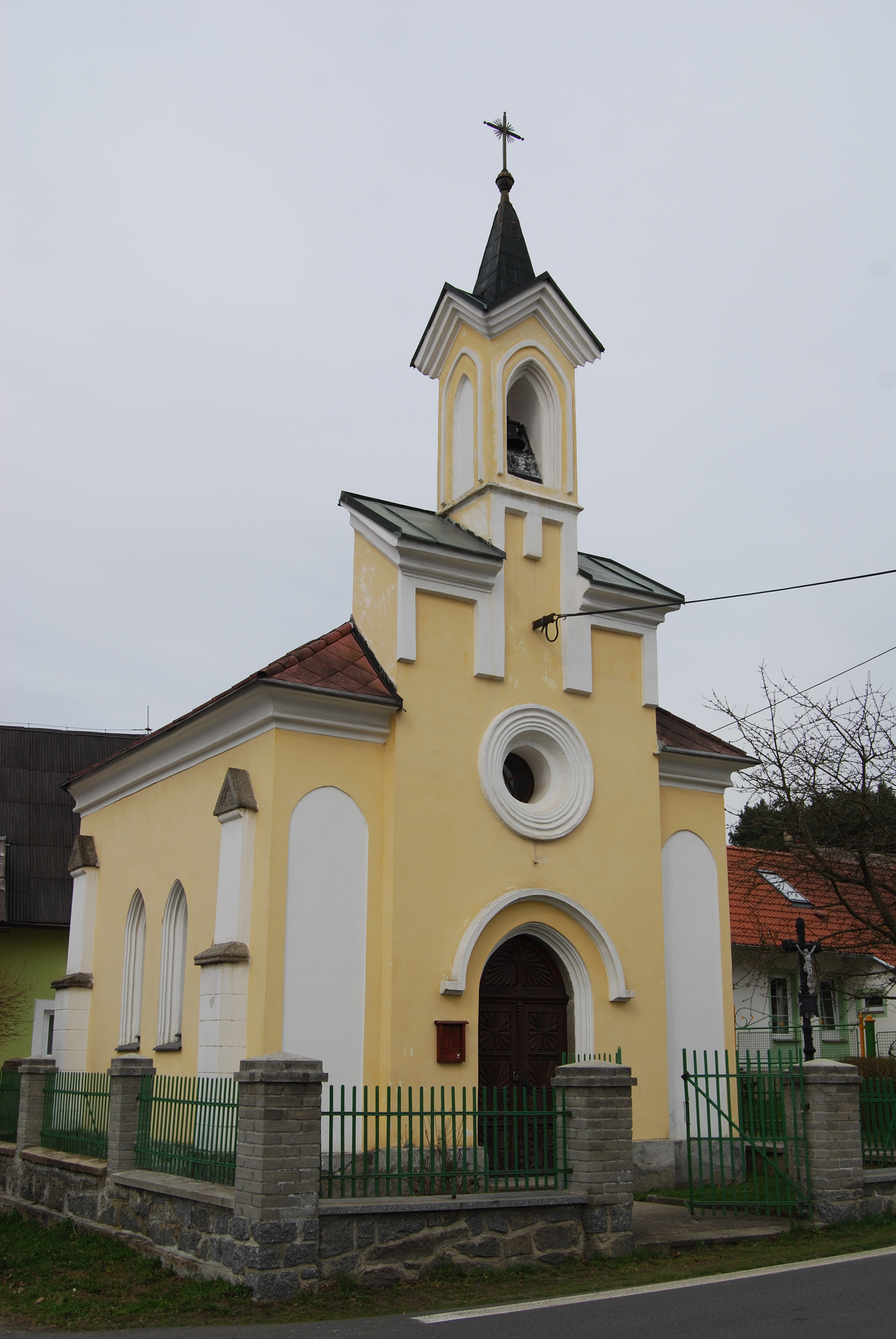
Návesní kaple
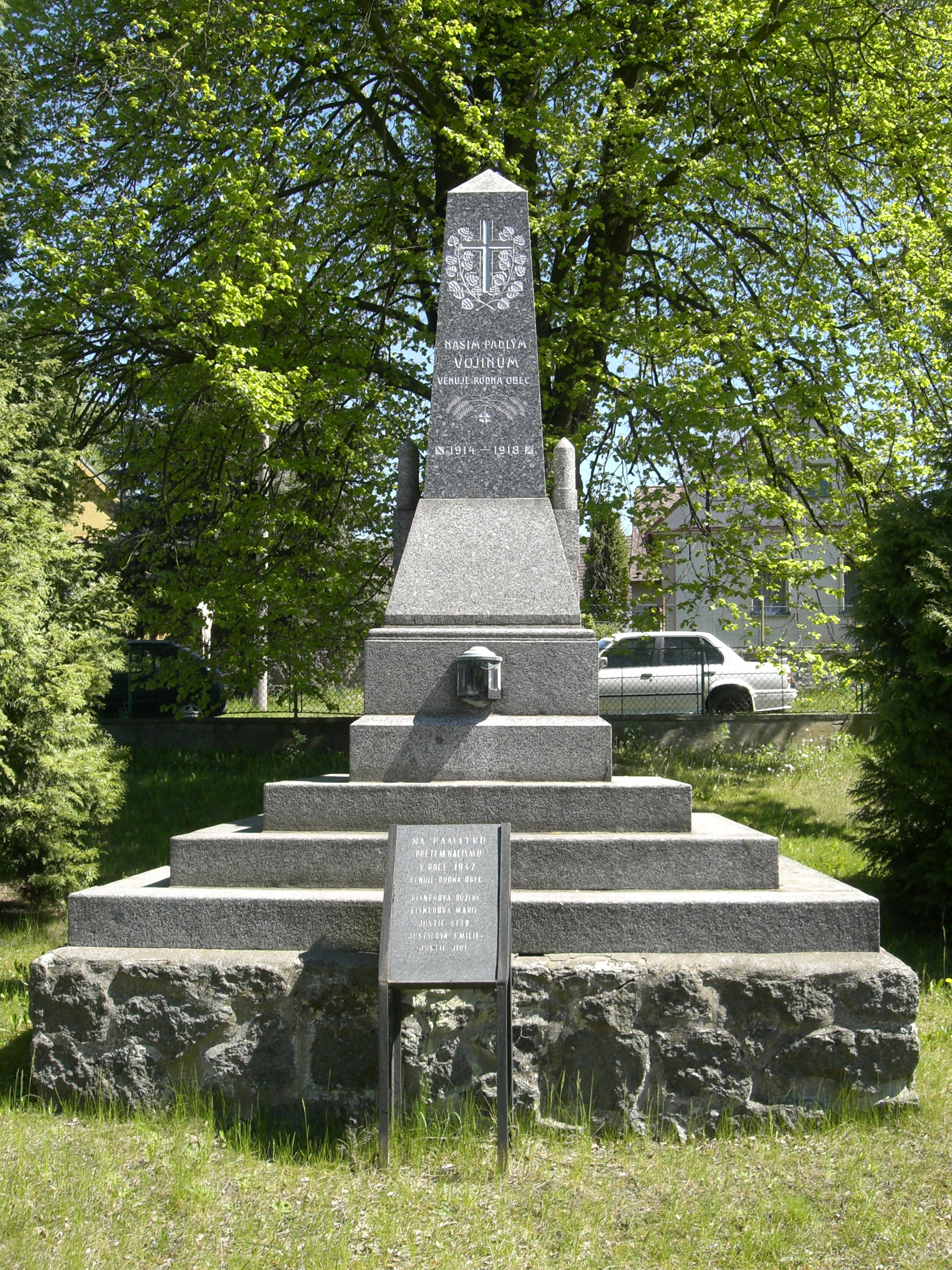
Pomník padlým
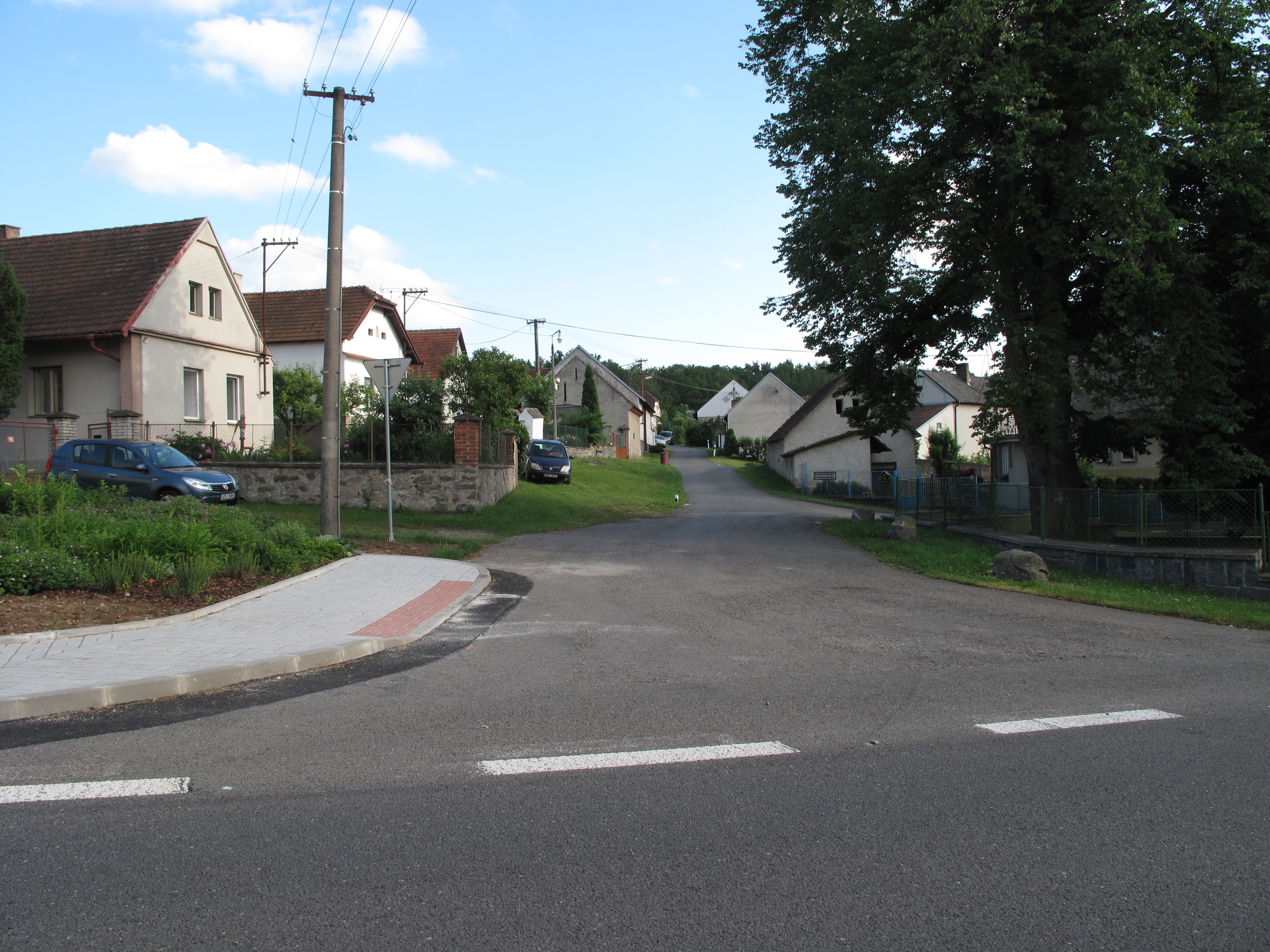
Ulice
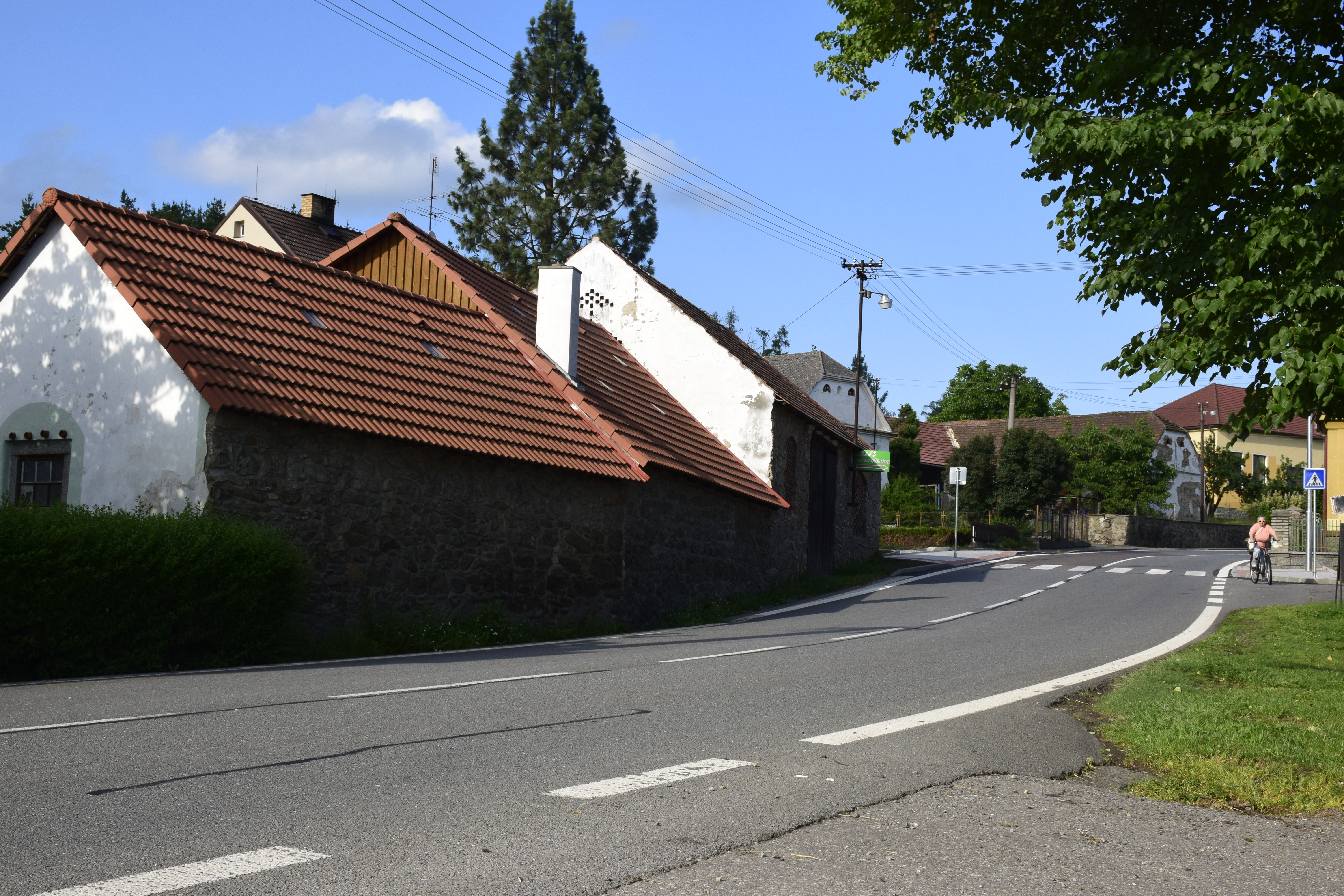
Domy u cesty